# Albertirsa

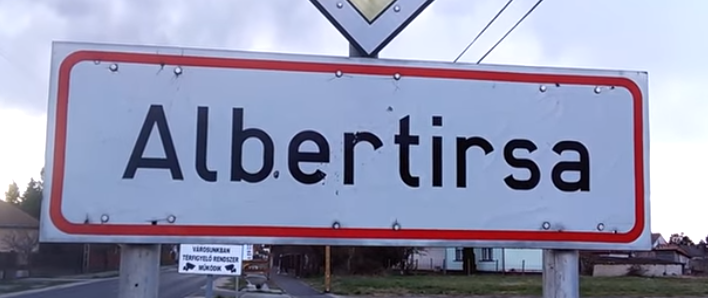
Cedule před Albertirsou

Albertirsa ([albertirša], slovensky Irša) je město v Maďarsku v župě Pest, spadající pod okres Cegléd, asi 34 km jihovýchodně od Budapešti. Ve městě žije přibližně 14 tisíc obyvatel.

## Poloha
Albertirsa sousedí s městy Cegléd a Pilis. Poblíže se nacházejí také obce Ceglédbercel, Dánszentmiklós a Mikebuda. Město obklopují různé vinice.

## Historie
Dříve se zde nacházely dvě vesnice. První zmínky o obou pocházejí nezávisle na sobě v 13. století. Během turecké okupace Uher byla jak Alberti, tak Irsa vylidněna. Rozvoj umožnila v druhé polovině 19. století sem zavedená železnice, ačkoliv nedošlo k vzniku vyšší zástavby. Na mapách třetího vojenského mapování z konce 19. století jsou vidět postupně srůstající sídla. Nádraží se jmenovalo Alberti-Irsa již na počátku druhé světové války a jednotná obec vznikla nakonec v roce 1950.

## Obyvatelstvo
V roce 2015 zde žilo 12 212 obyvatel, z nichž jsou 88,5 % Maďaři.

## Kultura
Dodnes si obě původní obce zachovaly svá vlastní centra. V Albertu se nachází římskokatolický kostel s farou původem z 18. století. Irsa má svůj název slovanského původu (podle stromu olše). V Irse se také nachází bývalá synagoga, postavená v klasicistním stylu. 
Obec má také vlastní městskou knihovnu a kulturní dům.
Na místním hřbitově se nachází hrobka rodiny Szapáryiů, kterou navrhl známý maďarský architekt Miklós Ybl.

## Doprava
Severovýchodně od města vede dálnice M4. Jižně od něj vede také železniční trať do Ceglédu a u města je i železniční stanice. Zajíždějí sem příměstské autobusy z Budapešti.

## Partnerská města
- Gaggiano, Itálie
- Pabradė, Litva
- Malacky, Slovensko
- Șimleu Silvaniei, Rumunsko
- Rakičan, Slovinsko